# アシドーシスとアルカローシス
生体の血液の酸塩基平衡は一定のpH (7.4) になるように保たれている。平衡を酸性側にしようとする状態をアシドーシス (en:acidosis)、平衡を塩基性側にしようとする状態をアルカローシス (en:alkalosis) と言う。
血清pHが7.4未満になった（低下した）状態をアシデミア、7.4より上になった（上昇した）状態をアルカレミアと言う。ともに全身の細胞にとっての環境の異常であり、上昇（低下）量が増大すると、死に至ることもあるとともに、これらのpH異常は呼吸不全や腎不全など重篤な疾患の結果として生じるため治療の指標になる。このpHの測定は血液ガス分析によってなされる。
- 代謝性アシドーシスを生じると、吐き気、嘔吐、疲労がよく起こるほか、呼吸が通常より速く、深くなる。
- 呼吸性アシドーシスを生じると、頭痛や錯乱がみられ、呼吸は浅く、遅くなる。

## 緩衝系
通常、酸塩基度が厳密に保たれているのは血液中に含まれる緩衝系の働きによる。これはホメオスタシスの代表的な例である。
緩衝系を代表し、最も大きな緩衝効果を持っているのが重炭酸イオン HCO−
3 である。水素イオンH+をうけとって
{\displaystyle {\ce {{HCO3^{-}}+H+->{H2O}+CO2\uparrow }}}
と二酸化炭素の形で排出することができるからである。
この重炭酸イオンを産生しているのは主に腎臓の尿細管である。

## ヘンダーソン・ハッセルバルヒの式
酸塩基平衡の理論としては物理化学のヘンダーソンとハッセルバルヒによる式が有名であり、ヘンダーソン・ハッセルバルヒの式といわれる。

## アシドーシス
アシドーシスは、体内の酸塩基平衡を酸側に傾かせようとする力が働いている状態。軽症であったり、重症であってもアルカローシスと合併すれば、ホメオスタシスによってアシデミアにならない事もある。

### 呼吸性アシドーシス
呼吸性アシドーシスは呼吸不全によって二酸化炭素が体内に蓄積したために起こるアシドーシスである。これはPaCO2の上昇する病態の存在が考えられる。これは肺胞低換気の病態に等しく、呼吸器疾患、神経筋肉疾患、循環器疾患、人工呼吸器の調節不全で起こりえる。呼吸中枢から換気の指令が十分に行われない場合、これは延髄の呼吸中枢の障害や鎮静剤よる呼吸抑制効果、代謝性アルカローシスの代償によっておこる。呼吸中枢の命令に応じられない病態としては神経障害や横隔膜をはじめとする呼吸筋の障害や呼吸筋疲労が考えられる。また、肺のレベルで呼吸を行っていても、閉塞性無気肺など下気道閉塞が起こっているときも代謝性アシドーシスとなる。肺気腫、喘息でも同様の病態が生じる。アシデミアが存在し、その原因が呼吸性アシドーシスである場合は基本的にⅡ型呼吸不全の状態であり緊急事態の可能性がある。生命維持のためには気管挿管のうえ人工呼吸器を使用する必要がある。なお、単に高濃度の酸素のみ投与すると、低酸素刺激がなくなるため呼吸中枢が抑制されむしろ呼吸停止をきたす（CO2ナルコーシス）おそれがあり危険である。そのためSpO290%を目安に酸素濃度を調節する。軽症の場合は重炭酸イオンの増大のみが見られてpHは正常範囲内にとどまることがあり、補正された呼吸性アシドーシスと呼ばれる。これは緩衝系による代償性代謝性アルカローシスが起こったためであり、慢性疾患の可能性を示唆する。

### 代謝性アシドーシス
代謝性アシドーシスとは酸性物質が排泄されない、不揮発性酸性物質が過剰に産生されている、重炭酸イオンが排泄されているなどの理由から起きるアシドーシスである。なお不揮発性酸性物質とは呼吸によって排泄されない酸のことである。代謝性アシドーシスによるアシデミアが存在する場合、緩衝系の働きとして二酸化炭素を排泄する呼吸性アルカローシスを用いてアシドーシスを打ち消そうとする。よって呼吸が激しくなり、自覚症状として呼吸困難感を覚えることもある。
代謝性アシドーシスにはアニオンギャップ（AG）が増加するものと、増加しない高クロール血性代謝性アシドーシスがある。AGの増加はそれだけで代謝性アシドーシスが存在するといえる重要な所見である。気をつけなければいけないこととしてAGは低下する病態が存在することである。具体的には低アルブミン血症、IgG多発性骨髄腫、ブロマイド中毒、高カルシウム血症、高マグネシウム血症、高カリウム血症が存在する。特に低アルブミン血症のためAGの増加がマスクされることはよくあり、アルブミンが1mg/dL低下するごとにAGは2.5～3mEq/L低下することが知られている。これはアルブミンがアニオンであるためである。もしAGが増加していたら補正重炭酸イオンを計算する。これは補正重炭酸イオン＝重炭酸イオン+ΔAG（ΔAG＝AG-12である）で計算され、これは代謝性アシドーシスを来たした陰イオンの増加分がなかったと仮定した場合の重炭酸イオンの値である。そしてその値をもとに代償性変化が予測範囲内にあるかどうかを検討し、予測範囲外ならばどのような病態が合併したのかを考える。

#### AG増加性代謝性アシドーシス
AGの増加は不揮発酸の蓄積を示す。人間の身体は電気的に中性である。すなわち、陽イオンの価数だけ陰イオンが存在する。陽イオンは主にナトリウムイオンであり陰イオンはクロールイオン、重炭酸イオン、有機酸である。よってAGを以下のように定義すると大雑把に有機酸がどれ位あるのかを把握することができる。AG＝ナトリウムイオン－（クロールイオン＋重炭酸イオン）である。正常値は12±2mEq/Lである。カリウムイオンを考慮することもあるがその場合は正常値が16前後となる。
内因性物質の代謝によるもの
乳酸アシドーシスやケトアシドーシス、尿毒症で起こる。ケトアシドーシスの原因としては糖尿病性ケトアシドーシス、アルコール性ケトアシドーシス、飢餓によるものが知られている。また重要な原因としては痙攣発作後の代謝性アシドーシスもAG増加性代謝性アシドーシスである。これは痙攣発作によって筋肉から乳酸が放出されるためと考えられている。救急の現場ではAG増加性代謝性アシドーシスはKUSSMALと覚えられる。これは糖尿病性ケトアシドーシス、尿毒症、サリチル酸中毒、敗血症、メタノール、アルコール中毒、アスピリン中毒、乳酸アシドーシスである。
外因性
メタノール、エチレングリコール、サリチル酸、パラアルデヒドによる中毒で起こる。
特に外因性のAG増加性代謝性アシドーシスを疑う場合は浸透圧ギャップを計算してみると明らかになることもある。

#### 高クロール性代謝性アシドーシス
AGが増加しない代謝性アシドーシスである。頻度としてはこちらの方が明らかに多い。重炭酸イオンの喪失、尿細管での水素イオン分泌障害、塩酸の投与といった原因によって起こる。呼吸性アルカローシスの代償もこの機序で起こる。
重炭酸イオンの喪失
下痢や尿管S状結腸吻合、アセタゾラミドの投与によって重炭酸イオンは喪失される。また近位尿細管性アシドーシスでも重炭酸イオンの喪失は起こる場合がある。
尿細管での水素イオン分泌障害
近位尿細管性アシドーシス、遠位尿細管性アシドーシス、尿細管や腎間質の疾患、低アルドステロン症では尿細管での水素イオンの分泌障害がおき代謝性アシドーシスにいたる。なお尿細管性アシドーシスではしばしば低カリウム血症を伴うことが特徴である。

#### 代謝性アシドーシスとカリウムの関係
アシドーシスは高カリウム血症を伴い、アルカローシスは低カリウム血症を伴う。代謝性アシドーシスを生じるような病態では組織、細胞傷害や腎機能の低下が生じていることが多く、高カリウム血症になりやすい。それに加えて、代謝性アシドーシスではカチオンバランスの維持のため細胞内から細胞外にカリウムが移動するといわれている。この機序ではpHが0.1低下するごとに血清カリウム濃度が0.6mEq/L上昇するといわれている。しかしこの細胞内からの移動に関してはメカニズムによって異なることが知られている。高クロール性代謝性アシドーシスではクロールイオンが細胞内に入りにくいため水素イオンが細胞内に入る代わりにカリウムが細胞外で排出されるが、AG増加性代謝性アシドーシスでは水素イオンが細胞内に入る際、アニオンである有機酸も一緒に細胞内に入るため、カチオンバランスが崩れることがなく、カリウムの排出は起こらないといわれている。ただし頻度としては圧倒的に高クロール性代謝性アシドーシスの方が多いため、格言は一概に誤りとは言えない。アシドーシスなのに低カリウム血症をきたす疾患としては下痢と尿細管性アシドーシスが知られている。

#### 代謝性アシドーシスの尿所見
アシデミアがあり血清重炭酸イオン濃度が低下しているような状態では代償機構として尿を酸性化し、体内をアルカリに保とうとする。腎機能障害がなければ尿pH は5以下に低下するはずである。しかし尿の酸性化障害、尿細管アシドーシスがある場合はそのような代償機構が働かないとされている。腎臓の水素イオン排出力を調べるには尿アニオンギャップを計算すればよい。UAG=Na＋K‐Clを定義する。正常値は0である。水素イオン排出が亢進しているとき、例えば下痢の時はUAGは-30程度の負に傾くが遠位尿細管性アシドーシスなど水素イオン排出力が低下した病態では25程度に増加している。

## アルカローシス
アルカローシスは体内の酸塩基平衡を塩基側に傾かせようとする力が働いている状態である。軽症であったり、重症であってもアシドーシスと合併すれば、ホメオスタシスによってアルカレミアにならない事もある。アシドーシス同様、成因によって二種類に分類する。アルカローシスの状態では血中のカルシウムイオンが血漿蛋白と結合してしまって濃度が低下し、テタニー、しびれなどの低カルシウム血症症状が見られる。

### 呼吸性アルカローシス
呼吸性アルカローシスは激しい呼吸のために起こるアルカローシスである。PaCO2の下降する病態の存在が考えられる。これは肺胞過換気の病態に等しく、中枢神経疾患、精神疾患、低酸素血症、薬剤、レスピレーターの調節不全で起こりえる。過換気症候群、ARDSなどが代表的疾患である。二酸化炭素が過剰に排泄されて酸塩基平衡が塩基性に傾く。この状態ではむしろ呼吸困難を自覚するためさらに呼吸が激しくなると言う悪循環に陥ることがある。これが過換気症候群の病態と考えられている。低酸素血症を伴うとⅠ型呼吸不全となる。

### 代謝性アルカローシス
代謝性アルカローシスは、呼吸以外の代謝によって、水素イオンを喪失する、等で起こるアルカローシスのことである。代謝性アルカローシスは一時的には血中HCO3-濃度を上げるような異常のプロセスが存在することである。しかし、HCO3-は本来は糸球体で濾過されて尿細管にて再吸収されるのだが再吸収量に域値があるため正常人では大量にHCO3を摂取しても代謝性アルカローシスには陥らない。すなわち代謝性アルカローシスをみたら、HCO3-の産出機構の他にHCO3-を排出できない病態、すなわち代謝性アルカローシス維持機構が存在していると考えなければならない。

#### 代謝性アルカローシスの原因
これらは血中HCO−
3 濃度を上昇させる因子である。代謝性アルカローシス維持機構が存在しなければ、これらの原因で代謝性アルカローシスが持続することは考えにくい。
水素イオンの喪失
頻度として多いのは嘔吐や胃管の長期留置による胃液の吸引などである。胃液を排出することで水素イオンが消化管から喪失される。また尿中への排出されることもある。頻度としては利尿薬の投与や鉱質コルチコイド過剰などがあげられる。高カルシウム血症やペニシリン誘導体の投与でも起こりえる。また重要な法則として、低カリウム血症でおこるアルカローシスは水素イオンの細胞内移動によって血中からは水素イオンが失われるものである。
HCO−
3投与
大量の輸血（クエン酸を含んでいる）や炭酸水素ナトリウムの投与による。
代償性変化

#### 代謝性アルカローシスの維持機構
尿中のHCO−
3排出を抑制するものがアルカローシスの維持には必要である。頻度としては有効循環血漿量の低下によることが最も多い。
GFRの低下
糸球体濾過量の低下であり、腎不全でおこる。
HCO−
3再吸収亢進
有効循環血漿量の低下や低カリウム血症で起こる。
腎臓におけるHCO−
3産出増加
鉱質コルチコイド過剰、利尿薬の使用、高カルシウム血症、ペニシリン誘導体の投与はアルカローシスの発生機序でもあり維持機構でもある。

#### 代謝性アルカローシスの尿所見
腎機能が正常の場合は尿中のクロールイオン濃度を測定することで原因がわかることもある。尿中Cl濃度が10mEq/L以下の場合は循環血漿量の低下が強く疑われる。このような代謝性アルカローシスの多くは生理食塩水の輸液によって改善が見込め、Cl反応性アルカローシスといわれている。利尿薬を用いていないにもかかわらず、尿中Cl濃度が20mEq/L以上である場合は生理食塩水の輸液では改善が見込めないためCl不応性アルカローシスといわれている。Cl不応性アルカローシスの原因としては膠質コルチコイド過剰であることが多い。

#### 嘔吐による代謝性アルカローシス
嘔吐がおこりHClが体内から失われると、細胞外液が減少し、脈拍の増加などの臨床所見がみられるにもかかわらず、尿中Na濃度は20mEq/L以上である。通常は有効循環血液量が減少すると尿中Na濃度は10mEq/L未満となるのだが、嘔吐ではこのような反応がマスクされる。これはHCO3-排泄のために遠位尿細管でNaやKを分泌するためと考えられている。代わりに嘔吐では尿中Cl濃度が10mEq/L以下となるのが特徴的である。嘔吐が止まると、HCO−
3を排出しなくなるので、まずはNaの再吸収が正常に戻り、その結果水素イオンが分泌されるため、体内はアルカローシスにもかかわらず酸性尿が作られるようになる。この状態では尿中Na濃度は10mEq以上となるがClは依然と低値のままである。有効循環血漿量が改善するとようやく代謝性アルカローシスが改善してくる。通常尿中Clの意義は尿中Naと同様であるが、代謝性アルカローシスの場合は尿中Naが体液量の指標にならず、尿中Clが指標となる。

#### アルドステロン症による代謝性アルカローシス
アルドステロン症ではアルドステロンの過剰のため、尿中のカリウムイオンの量が極めて多くなり、また酸性尿が生成される。アルドステロン症の代謝性アルカローシスは低カリウム血症によるものと考えられている。カリウムの欠乏がなければ、アルドステロン症であっても代謝性アルカローシスが起こらないか、起こっても比較的軽度である。アルドステロン症による代謝性アルカローシスはCl不応性アルカローシスである。

#### 利尿薬による代謝性アルカローシス
頻度としては高いのはループ利尿薬、例えばフロセミドの多用による代謝性アルカローシスである。このような状態では低カリウム血症にもかかわらず、尿中K濃度が比較的高い（10mEq/L以下ならば低値、こういったときは下剤の乱用も考える）のが特徴である。尿中Cl濃度が高ければ利尿薬乱用の可能性が高まる。しかしそうでなければ、かなり稀ではあるがバーター症候群の可能性がある。バーター症候群と似た臨床像を呈する疾患としてギテルマン症候群がある。両者の鑑別には尿中Ca濃度を測定すればよい。バーター症候群では尿中のCa濃度が上昇していることが多い。フロセミドの乱用（偽性バーター症候群）、バーター症候群ともに尿中Ca濃度が上昇する。これは尿からのカルシウムイオンの排出が促進するからである。高カルシウム血症ではその効果を期待して、多尿であるにもかかわらずフロセミドを治療として用いる。利尿薬による代謝性アルカローシスの場合はアセタゾラミドの投与で改善しうる。副作用としては高アンモニア血症である。アセタゾラミドを250～500mg/day投与する。

## 混合性酸塩基障害の検出
酸塩基障害を起こす病体は数多くあり、それらは合併することが非常に多い。そのためには正しく血液ガス分析を行う必要がある。以下にその方法の一例をまとめる。
まずアシデミアがあるのかアルカレミアがあるのかを調べる。基本的に代償機構ではアシデミアがアルカレミアになるような大きな代償は起こらない。アシデミアがある時点で、呼吸性アシドーシスか代謝性アシドーシス、あるいはその両方が最初に起こったと考えてよい。
アシデミアあるいはアルカレミアが代謝性のものなのか、あるいは呼吸性のものなのかを考える。
AG＝ナトリウムイオン-（重炭酸イオン+クロールイオン）を計算する。AGが増加していればそれだけで代謝性アシドーシスの存在を意味する。注意すべきはAGは低下する病態が存在することである。具体的には低アルブミン血症、IgG多発性骨髄腫、ブロマイド中毒、高カルシウム血症、高マグネシウム血症、高カリウム血症が存在する。特に低アルブミン血症のためAGの増加がマスクされることはよくあり、アルブミンが1mg/dL低下するごとにAGは2.5～3mEq/L低下することが知られている。これはアルブミンがアニオンであるためである。またAGが増加していれば補正重炭酸イオンを計算する。これは補正重炭酸イオン＝重炭酸イオン+ΔAG（ΔAG＝AG-12である）で計算され、これは代謝性アシドーシスを来たした陰イオンの増加分がなかったと仮定した場合の重炭酸イオンの値である。
代償性変化が一次性の酸塩基平衡異常に対して予測された範囲内にあるかどうかを検討する。この代償性変化が予測範囲を外れている場合は他の酸塩基平衡異常をきたす病態が存在することを意味する。代償性変化以外の混合性酸塩基異常というものは比較的ありふれた病態であり、代償性変化の予測値を用いることでそれらを検出することができ、血液ガス分析の診断能力をあげることができる。代償性変化の予測値は次のような経験則が知られている。ΔHCO−
3は補正HCO−
3ではなく、測定されたHCO−
3で計算することに注意する。
代謝性アシドーシスの呼吸性代償
ΔpCO2 = 1～1.3 × ΔHCO−
3 MAX:pCO2 = 15mmHg
代謝性アルカローシスの呼吸性代償
ΔpCO2 = 0.6～0.7 × ΔHCO−
3 MAX:pCO2 = 60mmHg
呼吸性アシドーシスの代謝性代償
急性 ΔHCO−
3 ＝ 0.1 × ΔpCO2 MAX:HCO−
3 = 30
慢性 ΔHCO−
3 ＝ 0.3～0.35 × ΔpCO2 MAX:HCO−
3=42
呼吸性アルカローシスの代謝性代償
急性 ΔHCO−
3 ＝ 0.2 × ΔpCO2 MAX:HCO−
3 = 18
慢性 ΔHCO−
3 ＝ 0.4～0.5 × ΔpCO2 MAX:HCO−
3 = 12
なお、通常はΔ計算をおこなうときはHCO−
3 は24、pCO2は40、AGは12を正常値として差分をとることが多い。AGの計算は隠れているAG増大性代謝性アシドーシスを検出することである。慢性腎不全のようにAG増大性代謝性アシドーシスと高Cl性代謝性アシドーシスは合併することが知られており、それを見落とさせように補正HCO3を計算する。またアシデミア、アルカレミアに対しては代償性機構が働く。全てのアシドーシス、アルカローシスに働くわけではない。その範囲を予測することで範囲外にあった場合はそれ以外のアシドーシスかアルカローシスが存在すると考える。これが基本的な考え方である。
例えば、慢性腎不全の患者が嘔吐をし、脱水を起こし、アルカレミアとなったときその原因は代謝性アルカローシスであり、代償性呼吸性アシドーシスが起こるのだが、上記プロトコールに当てはめると、AG増大性代謝性アシドーシスと高Cl性代謝性アシドーシスを検出できる。また代償性呼吸性アシドーシスの予測範囲内にパラメータが入っていなければ、それ以外の呼吸障害の合併も考えることができる。このように血液ガス分析を正しく行うことで診断の精度を高めることができ、治療のマネジメントの選択肢を増やすこともできる。例えば、オピオイド投与中の患者で呼吸性アルカローシスの合併をみたら、まだ呼吸抑制が起こっても過呼吸が改善するだけなのでオピオイドを増量できるといったことである。

## 治療
基本的にはアシドーシス、アルカローシスは病態であり、病名ではないため、治療は原疾患の治療である。
呼吸性アシドーシスの場合は低酸素血症の治療として酸素療法、人工呼吸などの治療法を選ぶこともある。
代謝性アシドーシスの治療にはアルカリ剤の投与が行われる。HCO−
3の不足を補うため炭酸水素ナトリウムの投与が行われることが多い。
- 不足HCO−
3(mEq/L) = 体重(Kg) × 0.2 ×（24-測定HCO−
3）
- 不足HCO−
3(mEq/L) = 体重(Kg) × 0.2 × B.E

から計算され、まず半分量を投与しpHをみながら追加していく。メイロン(炭酸水素ナトリウムの商品名)で行う場合は単位換算が必要である。7%メイロン20mLでは17mEq/Lであり、8.4%メイロン20mLでは20mEq/Lで計算する。一過性にPaCO2が上昇するため、十分な換気が確保された状態で行う。
呼吸不全時の呼吸性アシドーシスが見られたときかつてはアシドーシスの補正のために重炭酸ナトリウム溶液を点滴するなどの処置がとられていたこともあったが、治療成績に変化はなく単なる補正の意義は小さいことが判明してきた。尿細管アシドーシスは根本的な治療法がないため、経口的に重炭酸ナトリウムを投与し続けることで補正を行っていく。